# Mazda3
Mazda3 или Mazda 3 је компактни аутомобил јапанског произвођача аутомобила Мазде, који се производи од 2003. године, тренутно у четвртој генерацији. У Јапану и Кини се до 2019. производио под називом аксела (Axela). Долази као замена за модел 323, односно за модел фамилију.

## Историјат

### Прва генерација (2003–2009)
Прва генерација, БК серије, лансирана је октобра 2003. године у Јапану под називом аксела, као наследник „мазде 323”. „Мазда3” је динамични аутомобил ниже средње класе са јаком конкуренцијом. Одликује се динамичношћу на путу, простором у кабини и поузданошћу. Неки делови су направљени од јефтинијих материјала, али је ипак ово солидан аутомобил са добрим пакетима опреме.
Заснована је на C1 платформи, као и „форд фокус” и „волво с40”. Каросеријски је понуђена у две верзије, хечбек са петора врата и седан са четвора врата. Упркос значајним димензијама не издваја се у односу на конкуренцију по унутрашњем простору или запремини пртљажника, који износи од 300 до 346, односно 416 литара. Путничка кабина је пространа, нарочито на задњим седиштима.
На тестовима судара 2006. године имала је четири од максималних пет звездица за безбедност.
Редизајн је имала 2006. године. Бензински мотор од два литра добио је шестостепени мануелни мењач, затим се уводи дволитарски турбо дизел од 143 КС, повећани су и пакети опреме, као и крутост тела, смањена је бука и аеродинамика каросерије.
Уграђивали су се бензински мотори од 1.4 (84 КС), 1.5 (118 КС), 1.6 (105 КС), 2.0 (150 КС), 2.3 (171 и 260 КС) и дизел мотори који су били плод сарадње између ПСА и Форда: 1.6 (109 КС), 2.0 (143 КС) 2.2 (185 КС).
При куповини имала је прилично разумну цену, с обзиром шта је све улазило у стандардну опрему, која је била далеко боља од конкуренције.
- пре редизајна – хечбек
- пре редизајна – седан
- унутрашњост
- после редизајна – хечбек
- после редизајна – хечбек
- после редизајна – седан
- унутрашњост

### Друга генерација (2008–2013)
Друга генерација, БЛ серије, представљена је на салону аутомобила у Лос Анђелесу новембра 2008. године у седан верзији, а месец дана касније на салону у Болоњи представљена је и хечбек верзија.
Укупна продаја прве генерације је премашила 1,8 милион јединица и освојила укупно 90 награда широм света. Ова генерација се ослања на врлине претходне генерације и одражава све већу бригу по питањима заштите животне средине, брзом ширењу моторизације и људским критеријумима за вредновање аутомобила.
Спољашњи дизајн је промењен, иако је задржан сличан препознатљив облик. Друга генерација се и даље производи на C1 платформи, као и прва са фокусом и Волвом S40, међутим урађене су измене, тако да је друга генерација шира, већа и лакша од претходне генерације. Важан елемент ове генерације је аеродинамика. Спада у најаеродинамичније моделе у класи и са мањом тежином доноси мању потрошњу горива и смањену емисију издувних гасова.
Управљање и шасија су хармонично усклађени, што доприноси контроли и комфору. Код ове генерације посебна пажња је посвећена највишим стандардима безбедности. У основни пакет спадају ваздушни јастуци у целом возилу, контрола стабилности и додатак за инсталирање дечјих седишта. У сигурносне елементе спадају и сигнал упозорења у случају наглог кочења и електронски асистент са радаром који сигнализира када се друга возила нађу у мртвом углу ретровизора. На европским тестовима судара 2009. године освојила је свих пет звездица за безбедност.
Године 2012, изашао је мањи редизајн, а промене се односе на предњу маску, усисник и задњи део. Аутомобили са новим скајактив моторима добили су плави светлећи прстен око пројектора унутар фарова.
Уграђивали су се бензински мотори од 1.6 (105 КС), 2.0 (150 и 151 КС), 2.3 (260 КС), 2.5 (167 и 169 КС) и дизел мотори 1.6 (116 КС), 2.2 (150 и 185 КС).
- пре редизајна – хечбек
- пре редизајна – седан
- после редизајна – хечбек
- после редизајна – хечбек
- после редизајна – седан
- унутрашњост

### Трећа генерација (2013–2019)
Трећа генерација, БМ серије, представљена је 26. јуна 2013. године у Њујорку. C1 платформа се више не користи, замењена је новом скајактив Маздином шасијом. То је трећи аутомобил који користи скајактив технологију и кодо дизајн, после „мазде CX-5” и „мазде6”. И ова, као и претходне има две верзије каросерије, хечбек и седан.
Кодо дизајн је трећу генерацију „мазде3” учинио међу најлепшим аутомобилима у свету. Иако доста личи на већу лимузину „мазду6”, тројка ипак има својих специфичности. Маска хладњака у облику штита обрубљена је хромираном лајсном, а за разлику од мреже у облику саћа код CX-5, тројка има хоризонтална крилца, као шестица. У поређењу са већом шестицом, „мазда3” има дискретнији и мањи амблем који је постављен непосредно испод хаубе. Облик фарова, предњег браника и светала за маглу, највише личи на „мазду6”. Хечбек верзија је шира, али и нижа у односу на претходну генерацију. И међуосовинско растојање је веће за 60 мм.
Унутрашњост је једноставна, али модерно урађена, све је на своме месту и приступачно. За разлику од CX-5 и шестице, код којих је екран мултимедијалног уређаја уграђен у конзолу, код „мазде3” је постављен издвојено, на сам врх конзоле.
Године 2013, на тестовима судара освојила је максималних пет звездица за безбедност. Редизајн је урађен 2016. године и тиче се више техничке природе, а мање естетске.
Помоћу нове скајактив технологије, Мазда је успела извући највећи степен компресије на свету уз однос 14:1 и за бензинске и за дизел моторе. Управо тај степен компресије имају и мотори који се уграђују у „мазду3”. Моторе које користи су, бензински мотори од 1.5 SKYACTIV-G (100 КС), 2.0 SKYACTIV-G (120 и 165 КС), 2.5 SKYACTIV-G (185 КС) и дизел мотор од 1.5 SKYACTIV-D (105 КС), 2.2 SKYACTIV-D комон рејл директно убризгавање (150 КС).
- пре редизајна – хечбек
- пре редизајна – седан
- унутрашњост
- после редизајна – хечбек
- после редизајна – хечбек
- после редизајна – седан
- унутрашњост, редизајн

### Четврта генерација (2019–)
Четврта генерација, БП серије, представљена је 28. новембра 2018. године на салону аутомобила у Лос Анђелесу, а глобална продаја започела је почетком 2019. године. Приказана је и у хечбек и у седан верзији, а стилски веома подсећа на „Каj” концепт из 2017. године. Са издањем ове генерације, на јапанском тржишту је напуштен назив „аксела” као део нове Маздине глобалне структуре имена.
И у четвртој генерацији „мазда3” има атрактиван дизајн, који представља даљу разраду „Кодо” стилског правца већ виђеног на претходној генерацији и код осталих Маздиних модела. Обе верзије изгледају спортскије и модерније, са новим, тањим фаровима и наглашеније извајаном хаубом, док задњи део код хечбек верзије више наликује на купе. Хечбек се од претходника разликује и по знатно ширем „ц” стубу, који је прекопиран са „Каj” концепта. Унутрашњост је дизајнирана у минималистичком стилу, са намером да аутомобил добије примесе премијум модела. Трокраки волан је модернији него пре, док је 8,8 инчни екран мултимедијалног система боље уклопљен у командну таблу који, за разлику од прошле генерације није осетљив на додир. Опремљена је и најсавременијим електронским системима асистенције који безбедност подижу на још виши ниво у односу на претходну генерацију.
„Мазда3” је уједно и први Маздин модел који користи нову SVA (Skyactiv-Vehicle Architecture) механичку платформу, али и нови „SKYACTIV-X” бензинац. Ради се о првом комерцијалном бензинском мотору на свету са компресионим паљењем. „SKYACTIV-X” користи варницом контролисано компресионо паљење (SPCCI - SPark Control Compression Ignition), иновативни систем који је развила Мазда и омогућава глатки прелаз између паљења варницом уобичајене смеше ваздуха и горива и компресионог паљења изразито сиромашне смеше. На тај начин комбинује предности бензинских мотора (као што су постизање високих бројева обртаја и чиста емисија) и дизел мотора (супериоран одзив и убрзања при ниским режимима уз ниску потрошњу горива), побољшавајући ефикасност и обртни момент до 30 одсто у односу на претходни бензински мотор „SKYACTIV-G”, уз смањење просечне потрошње горива за 20 одсто.
- хечбек
- седан
- седан
- унутрашњост